# Sergio Canales
Segio Canales Madrazo (født 16. februar 1991 i Santander) er en spansk fodboldspiller, som spiller for Real Sociedad.